# Зелена сеница
Зелена сеница или жутовеђа сеница (лат. Sylviparus modestus, швед. Grönmes, енгл. Yellow-browed tit) је врста птице певачице из породице сеница (Paridae). Припада монотипичном роду Sylviparus.
Насељава јужне делове Хималаја, североисточну Индију и јужну Кину, а има је у мањем броју и у Југоисточној Азији. Природно станиште су јој влажне долинске и планинске суптропске и тропске шуме.